# Adyłbek Kasymalijew
Adyłbek Aleszowicz Kasymalijew (kirg. Адылбек Алешович Касымалиев; ur. 1 grudnia 1960 w Dołonie) – kirgiski ekonomista i polityk. Od 2024 przewodniczący Gabinetu Ministrów Kirgistanu.

## Życiorys
Urodził się we wsi Dołon (rejon Tüp, obwód issykkulski), w ówczesnej Kirgiskiej SRR. W 1984 ukończył studia w Leningradzkim Instytucie Finansowo-Ekonomicznym (obecnie Petersburski Państwowy Uniwersytet Ekonomiczny). Od 1990 pracował w organach Inspekcji Podatkowej. Od 2015 do 2018 sprawował urząd ministra finansów. W latach 2021–2022 był zastępcą szefa administracji prezydenckiej. Od 17 czerwca 2022 był pierwszym wicepremierem. 16 grudnia 2024, bezpośrednio po zdymisjonowaniu Akyłbeka Dżaparowa, prezydent Sadyr Dżaparow powierzył mu wykonywanie obowiązków przewodniczącego Gabinetu Ministrów Kirgistanu. Dwa dni później został powołany na stanowisko szefa rządu.